# Serie A1 2015-2016 (pallacanestro femminile)
Il campionato di Serie A1 di pallacanestro femminile 2015-2016 (denominato Almo Nature Cup per motivi di sponsorizzazione) è stato l'85º organizzato in Italia. Il titolo di campione d'Italia è andato per l'ottava volta nella storia (la quarta consecutiva) alla Pallacanestro Femminile Schio che ha sconfitto nella finale scudetto il Basket Femminile Le Mura Lucca.

## Regolamento
Secondo le Disposizioni Organizzative Annuali emanate dalla FIP il campionato di Serie A1 è strutturato come segue.
La prima fase, denominata Regular Season, è composta da un girone all'italiana di 14 squadre con gare di andata e ritorno; la prima giornata stabilita in calendario viene disputata in una sede unica (presso il PalaVesuvio di Napoli) per tutte le squadre, con la partita di ritorno disputata poi sul campo della perdente.
Al termine di questa prima fase, le squadre classificate dal 5º al 12º posto accedono al primo turno dei play-off, mentre le formazioni classificatesi dal 1º al 4º posto accedono direttamente ai quarti di finale ed affrontano le squadre uscite vincitrici dal primo turno. Le squadre 13ª e 14ª classificate retrocedono direttamente in Serie A2. Non sono previsti play-out.

## Squadre partecipanti
Nella stagione precedente è retrocessa in Serie A2 sul campo la S.G.T. Trieste mentre la Virtus Basket Spezia ha abbandonato il torneo dopo la 1ª giornata del girone di ritorno. Il loro posto è stato preso da Pallacanestro Torino e Geas Sesto San Giovanni, vincitrici dei play-off di Serie A2.
| Squadra          | Stagione | Allenatore                                       | Campo di gioco                                       | Risultato stagione 2014-15     |
| ---------------- | -------- | ------------------------------------------------ | ---------------------------------------------------- | ------------------------------ |
| PB63 Battipaglia | dettagli | Massimo Riga                                     | PalaZauli di Battipaglia (SA)                        | 9º posto in Serie A1           |
| CUS Cagliari     | dettagli | Antonello Restivo                                | PalaCus di Cagliari                                  | 8º posto in Serie A1           |
| Le Mura Lucca    | dettagli | Mirco Diamanti                                   | PalaTagliate di Lucca                                | 7º posto in Serie A1           |
| Dike Napoli      | dettagli | Roberto Ricchini                                 | PalaVesuvio di Napoli                                | 6º posto in Serie A1           |
| Azzurra Orvieto  | dettagli | Massimo Romano                                   | Palazzetto dello Sport di Porano (TR)                | 12º posto in Serie A1          |
| Basket Parma     | dettagli | Mauro Procaccini                                 | PalaCiti di Parma                                    | 10º posto in Serie A1          |
| Eirene Ragusa    | dettagli | Nino Molino (1ª–17ª) Gianni Lambruschi (18ª–...) | PalaMinardi di Ragusa                                | 2º posto in Serie A1           |
| San Martino      | dettagli | Gianluca Abignente                               | Palazzetto dello Sport di San Martino di Lupari (PD) | 3º posto in Serie A1           |
| Famila Schio     | dettagli | Miguel Martinez Mendez                           | PalaCampagnola di Schio (VI)                         | 1º posto in Serie A1           |
| GEAS             | dettagli | Cinzia Zanotti                                   | PalaCarzaniga di Sesto San Giovanni (MI)             | vincitrice playoff di Serie A2 |
| Pall. Torino     | dettagli | Manuele Petrachi                                 | PalaEinaudi di Moncalieri (TO)                       | vincitrice playoff di Serie A2 |
| Umbertide        | dettagli | Lorenzo Serventi                                 | PalaMorandi di Umbertide (PG)                        | 5º posto in Serie A1           |
| Reyer Venezia    | dettagli | Andrea Liberalotto                               | Palasport Taliercio di Mestre (VE)                   | 4º posto in Serie A1           |
| Vigarano         | dettagli | Marco Savini                                     | PalaVigarano di Vigarano Mainarda (FE)               | 11º posto in Serie A1          |

## Stagione regolare

### Classifica
|  |     | Classifica Regular Season 2015-2016 | Pt | G  | V  | P  | CF   | CS   | Dif  | QP   |
|  | --- | ----------------------------------- | -- | -- | -- | -- | ---- | ---- | ---- | ---- |
|  | 1.  | Gesam Gas&Luce Lucca                | 46 | 26 | 23 | 3  | 1881 | 1508 | +373 | 1.24 |
|  | 2.  | Famila Wüber Schio                  | 46 | 26 | 23 | 3  | 2119 | 1593 | +526 | 1.30 |
|  | 3.  | Passalacqua Ragusa                  | 42 | 26 | 21 | 5  | 1811 | 1546 | +265 | 1.22 |
|  | 4.  | Umana Reyer Venezia                 | 42 | 26 | 21 | 5  | 1817 | 1449 | +368 | 1.26 |
|  | 5.  | Fila San Martino di Lupari          | 28 | 26 | 14 | 12 | 1729 | 1713 | +16  | 1.01 |
|  | 6.  | Lavezzini Parma                     | 24 | 26 | 12 | 14 | 1822 | 1860 | -38  | 0.98 |
|  | 7.  | Pall. Femm. Umbertide               | 24 | 26 | 12 | 14 | 1729 | 2757 | -28  | 0.96 |
|  | 8.  | Saces Mapei Givova Napoli           | 24 | 26 | 12 | 14 | 1708 | 1753 | -45  | 0.97 |
|  | 9.  | Fixi PiramisGroup Torino            | 18 | 26 | 9  | 17 | 1692 | 1798 | -106 | 0.94 |
|  | 10. | Convergenze Givova Battipaglia      | 18 | 26 | 9  | 17 | 1833 | 1959 | -126 | 0.95 |
|  | 11. | Meccanica Nova Vigarano             | 18 | 26 | 9  | 17 | 1547 | 1802 | -255 | 0.85 |
|  | 12. | Ceprini Costruzioni Orvieto         | 14 | 26 | 7  | 19 | 1589 | 1843 | -254 | 0.89 |
|  | 13. | Geas Sesto San Giovanni             | 12 | 26 | 6  | 20 | 1620 | 1909 | -289 | 0.85 |
|  | 14. | CUS Cagliari                        | 8  | 26 | 4  | 22 | 1656 | 2063 | -407 | 0.81 |

### Risultati
| Risultati                      | BAT   | CAG    | LUC   | NAP   | ORV    | PAR   | RAG   | SML   | SCH   | SSG    | TOR   | UMB   | VEN   | VIG   |
| ------------------------------ | ----- | ------ | ----- | ----- | ------ | ----- | ----- | ----- | ----- | ------ | ----- | ----- | ----- | ----- |
| Convergenze Givova Battipaglia |       | 82-69  | 61-71 | 77-65 | 91-76  | 87-81 | 54-72 | 73-75 | 66-77 | 84-59  | 76-84 | 88-79 | 59-78 | 76-52 |
| CUS Cagliari                   | 89-99 |        | 70-86 | 62-65 | 79-70  | 57-98 | 66-81 | 69-65 | 64-87 | 81-91  | 80-77 | 59-74 | 54-65 | 57-61 |
| Gesam Gas&Luce Lucca           | 80-51 | 82-55  |       | 70-57 | 68-56  | 93-81 | 67-73 | 74-57 | 66-68 | 72-51  | 61-47 | 75-37 | 69-59 | 75-49 |
| Saces Mapei Givova Napoli      | 63-57 | 80-54  | 50-71 |       | 73-64  | 60-67 | 53-65 | 71-60 | 61-72 | 85-74  | 71-58 | 77-65 | 62-63 | 79-67 |
| Ceprini Costruzioni Orvieto    | 67-54 | 70-55  | 46-66 | 47-79 |        | 73-63 | 56-66 | 74-70 | 62-82 | 74-62  | 49-52 | 73-78 | 41-57 | 62-69 |
| Lavezzini Parma                | 78-76 | 74-67  | 64-81 | 82-72 | 79-56  |       | 60-64 | 65-72 | 70-87 | 67-59  | 82-56 | 49-75 | 58-56 | 65-70 |
| Passalacqua Ragusa             | 81-64 | 88-52  | 60-57 | 58-68 | 91-49  | 68-61 |       | 67-59 | 55-82 | 63-55  | 76-52 | 63-46 | 70-49 | 87-45 |
| Fila San Martino di Lupari     | 65-58 | 73-67  | 63-65 | 75-54 | 74-63  | 73-59 | 54-69 |       | 63-73 | 91-66  | 74-64 | 68-52 | 72-83 | 84-52 |
| Famila Wüber Schio             | 84-51 | 112-55 | 47-63 | 80-47 | 105-50 | 97-62 | 69-79 | 86-47 |       | 102-54 | 87-69 | 84-67 | 82-80 | 84-71 |
| Geas Sesto San Giovanni        | 80-60 | 79-83  | 71-74 | 64-71 | 61-58  | 70-75 | 46-67 | 56-65 | 67-76 |        | 58-75 | 71-60 | 38-56 | 78-63 |
| Fixi PiramisGroup Torino       | 78-72 | 88-64  | 39-60 | 75-66 | 67-78  | 72-95 | 57-68 | 62-71 | 64-71 | 86-53  |       | 61-67 | 44-63 | 68-41 |
| Pall. Femm. Umbertide          | 94-65 | 75-59  | 68-75 | 73-67 | 58-64  | 73-75 | 74-56 | 60-54 | 60-91 | 65-67  | 88-73 |       | 58-75 | 56-44 |
| Umana Reyer Venezia            | 83-70 | 77-38  | 69-75 | 81-43 | 85-56  | 66-45 | 67-56 | 81-52 | 53-51 | 90-40  | 69-57 | 74-64 |       | 65-51 |
| Meccanica Nova Vigarano        | 79-82 | 64-51  | 59-85 | 72-69 | 59-55  | 80-67 | 84-68 | 50-53 | 47-83 | 66-50  | 58-67 | 50-63 | 44-73 |       |

### Calendario
Pubblicato il 3 agosto 2015.
| Andata | Andata | Prima giornata             | Ritorno | Ritorno |
|        |        |                            |         |         |
| 04-10  | 88-52  | Ragusa-Cagliari            | 81-66   | 10-01   |
| 04-10  | 66-45  | Venezia-Parma              | 56-58   | 10-01   |
| 04-10  | 68-41  | Torino-Vigarano            | 67-58   | 10-01   |
| 04-10  | 75-37  | Lucca-Umbertide            | 75-68   | 10-01   |
| 03-10  | 84-51  | Schio-Battipaglia          | 77-66   | 10-01   |
| 03-10  | 61-58  | Sesto San Giovanni-Orvieto | 62-74   | 10-01   |
| 03-10  | 71-60  | Napoli-S.Martino di Lupari | 54-75   | 10-01   |

| Andata | Andata | Seconda giornata            | Ritorno | Ritorno |
|        |        |                             |         |         |
| 11-10  | 112-55 | Schio-Cagliari              | 87-64   | 17-01   |
| 11-10  | 61-67  | Torino-Umbertide            | 73-88   | 17-01   |
| 11-10  | 63-55  | Ragusa-Sesto San Giovanni   | 67-46   | 17-01   |
| 11-10  | 79-67  | Napoli-Vigarano             | 69-72   | 17-01   |
| 11-10  | 67-54  | Orvieto-Battipaglia         | 76-91   | 17-01   |
| 11-10  | 93-81  | Lucca-Parma                 | 81-64   | 17-01   |
| 11-10  | 81-52  | Venezia-S.Martino di Lupari | 83-72   | 17-01   |

| Andata | Andata | Terza giornata              | Ritorno | Ritorno |
|        |        |                             |         |         |
| 18-10  | 60-91  | Umbertide-Schio             | 67-84   | 24-01   |
| 18-10  | 54-65  | Cagliari-Venezia            | 38-77   | 24-01   |
| 18-10  | 59-85  | Vigarano-Lucca              | 49-75   | 24-01   |
| 18-10  | 54-72  | Battipaglia-Ragusa          | 64-81   | 24-01   |
| 18-10  | 82-72  | Parma-Napoli                | 67-60   | 24-01   |
| 18-10  | 58-75  | Sesto San Giovanni-Torino   | 53-86   | 24-01   |
| 18-10  | 74-63  | S.Martino di Lupari-Orvieto | 70-74   | 24-01   |

| Andata | Andata | Quarta giornata                        | Ritorno | Ritorno |
|        |        |                                        |         |         |
| 25-10  | 70-55  | Orvieto-Cagliari                       | 70-79   | 31-01   |
| 25-10  | 80-47  | Schio-Napoli                           | 72-61   | 31-01   |
| 25-10  | 74-64  | Venezia-Umbertide                      | 75-58   | 31-01   |
| 25-10  | 80-51  | Lucca-Battipaglia                      | 71-61   | 31-01   |
| 25-10  | 56-65  | Sesto San Giovanni-S.Martino di Lupari | 66-91   | 31-01   |
| 25-10  | 72-95  | Torino-Parma                           | 56-82   | 31-01   |
| 25-10  | 87-45  | Ragusa-Vigarano                        | 68-84   | 31-01   |

| Andata | Andata | Quinta giornata                | Ritorno | Ritorno |
|        |        |                                |         |         |
| 01-11  | 50-71  | Napoli-Lucca                   | 57-70   | 08-02   |
| 01-11  | 80-77  | Cagliari-Torino                | 64-88   | 07-02   |
| 01-11  | 50-53  | Vigarano-S.Martino di Lupari   | 52-84   | 07-02   |
| 01-11  | 84-59  | Battipaglia-Sesto San Giovanni | 60-80   | 07-02   |
| 01-11  | 82-80  | Schio-Venezia                  | 51-53   | 07-02   |
| 01-11  | 79-56  | Parma-Orvieto                  | 63-73   | 07-02   |
| 01-11  | 74-56  | Umbertide-Ragusa               | 46-63   | 07-02   |

| Andata | Andata | Sesta giornata                  | Ritorno | Ritorno |
|        |        |                                 |         |         |
| 08-11  | 64-71  | Torino-Schio                    | 69-87   | 28-02   |
| 08-11  | 79-83  | Sesto San Giovanni-Cagliari     | 91-81   | 28-02   |
| 08-11  | 68-56  | Lucca-Orvieto                   | 66-46   | 28-02   |
| 08-11  | 56-44  | Umbertide-Vigarano              | 63-50   | 28-02   |
| 08-11  | 68-61  | Ragusa-Parma                    | 64-60   | 28-02   |
| 08-11  | 65-58  | S.Martino di Lupari-Battipaglia | 75-73   | 28-02   |
| 08-11  | 81-43  | Venezia-Napoli                  | 63-62   | 28-02   |

| Andata | Andata | Settima giornata             | Ritorno | Ritorno |
|        |        |                              |         |         |
| 14-11  | 69-75  | Venezia-Lucca                | 59-69   | 02-03   |
| 14-11  | 69-65  | Cagliari-S.Martino di Lupari | 67-73   | 03-03   |
| 14-11  | 102-54 | Schio-Sesto San Giovanni     | 76-67   | 02-03   |
| 14-11  | 79-82  | Vigarano-Battipaglia         | 52-76   | 02-03   |
| 14-11  | 53-65  | Napoli-Ragusa                | 68-58   | 02-03   |
| 14-11  | 49-52  | Orvieto-Torino               | 78-67   | 02-03   |
| 14-11  | 49-75  | Parma-Umbertide              | 75-73   | 02-03   |

| Andata | Andata | Ottava giornata            | Ritorno | Ritorno |
|        |        |                            |         |         |
| 29-11  | 82-69  | Battipaglia-Cagliari       | 99-89   | 06-03   |
| 29-11  | 73-59  | S.Martino di Lupari-Parma  | 72-65   | 06-03   |
| 29-11  | 91-49  | Ragusa-Orvieto             | 66-56   | 06-03   |
| 29-11  | 39-60  | Torino-Lucca               | 47-61   | 06-03   |
| 29-11  | 73-67  | Umbertide-Napoli           | 65-77   | 06-03   |
| 29-11  | 47-83  | Vigarano-Schio             | 71-84   | 05-03   |
| 29-11  | 38-56  | Sesto San Giovanni-Venezia | 40-90   | 07-03   |

| Andata | Andata | Nona giornata             | Ritorno | Ritorno |
|        |        |                           |         |         |
| 06-12  | 83-70  | Venezia-Battipaglia       | 78-59   | 13-03   |
| 06-12  | 69-79  | Schio-Ragusa              | 82-55   | 06-04   |
| 06-12  | 62-69  | Orvieto-Vigarano          | 55-59   | 14-03   |
| 06-12  | 59-74  | Cagliari-Umbertide        | 59-75   | 13-03   |
| 06-12  | 74-57  | Lucca-S.Martino di Lupari | 65-63   | 13-03   |
| 06-12  | 71-58  | Napoli-Torino             | 66-75   | 13-03   |
| 06-12  | 67-59  | Parma-Sesto San Giovanni  | 75-70   | 13-03   |

| Andata | Andata | Decima giornata              | Ritorno | Ritorno |
|        |        |                              |         |         |
| 13-12  | 73-64  | Napoli-Orvieto               | 79-47   | 20-03   |
| 13-12  | 65-67  | Umbertide-Sesto San Giovanni | 60-71   | 20-03   |
| 13-12  | 64-51  | Vigarano-Cagliari            | 61-57   | 20-03   |
| 13-12  | 87-81  | Battipaglia-Parma            | 76-78   | 20-03   |
| 13-12  | 44-63  | Torino-Venezia               | 57-69   | 20-03   |
| 13-12  | 67-59  | Ragusa-S.Martino di Lupari   | 69-54   | 20-03   |
| 13-12  | 47-63  | Schio-Lucca                  | 68-66   | 20-03   |

| Andata | Andata | Undicesima giornata         | Ritorno | Ritorno |
|        |        |                             |         |         |
| 19-12  | 62-65  | Cagliari-Napoli             | 54-80   | 26-03   |
| 19-12  | 70-87  | Parma-Schio                 | 62-97   | 26-03   |
| 19-12  | 41-57  | Orvieto-Venezia             | 56-85   | 26-03   |
| 19-12  | 74-64  | S.Martino di Lupari-Torino  | 71-62   | 26-03   |
| 19-12  | 88-79  | Battipaglia-Umbertide       | 65-94   | 03-04   |
| 19-12  | 67-73  | Lucca-Ragusa                | 57-60   | 26-03   |
| 19-12  | 78-63  | Sesto San Giovanni-Vigarano | 50-66   | 26-03   |

| Andata | Andata | Dodicesima giornata       | Ritorno | Ritorno |
|        |        |                           |         |         |
| 22-12  | 63-57  | Napoli-Battipaglia        | 65-77   | 13-02   |
| 22-12  | 74-67  | Parma-Cagliari            | 98-57   | 13-02   |
| 22-12  | 58-64  | Umbertide-Orvieto         | 78-73   | 13-02   |
| 22-12  | 57-68  | Torino-Ragusa             | 52-76   | 13-02   |
| 22-12  | 65-51  | Venezia-Vigarano          | 73-44   | 10-02   |
| 22-12  | 86-47  | Schio-S.Martino di Lupari | 73-63   | 13-02   |
| 22-12  | 72-51  | Lucca-Sesto San Giovanni  | 74-71   | 13-02   |

| Andata | Andata | Tredicesima giornata          | Ritorno | Ritorno |
|        |        |                               |         |         |
| 03-01  | 64-71  | Sesto San Giovanni-Napoli     | 74-85   | 10-04   |
| 03-01  | 68-52  | S.Martino di Lupari-Umbertide | 54-60   | 10-04   |
| 06-01  | 70-86  | Cagliari-Lucca                | 55-82   | 10-04   |
| 03-01  | 62-82  | Orvieto-Schio                 | 50-105  | 10-04   |
| 03-01  | 70-49  | Ragusa-Venezia                | 56-67   | 10-04   |
| 03-01  | 76-84  | Battipaglia-Torino            | 72-78   | 10-04   |
| 03-01  | 80-67  | Vigarano-Parma                | 70-65   | 10-04   |

## Play-off

### Tabellone
|  | Primo turno      | Primo turno      |              |               | Quarti di finale | Quarti di finale |   |  | Semifinali | Semifinali |  |  | Finale | Finale |
|  |                  |                  |              |               |                  |                  |   |  |            |            |  |  |        |        |
|  |                  |                  |              |               |                  |                  |   |  |            |            |  |  |        |        |
|  |                  |                  |              |               |                  |                  |   |  |            |            |  |  |        |        |
|  | Le Mura Lucca    | 2                |              |               |                  |                  |   |  |            |            |  |  |        |        |
|  | Le Mura Lucca    | 2                | Dike Napoli  | 115           |                  |                  |   |  |            |            |  |  |        |        |
|  |                  | Pall. Torino     | Dike Napoli  | 115           | 0                |                  |   |  |            |            |  |  |        |        |
|  | Pall. Torino     | Pall. Torino     | 119          |               | 0                | Le Mura Lucca    | 2 |  |            |            |  |  |        |        |
|  | Pall. Torino     |                  | 119          |               |                  | Le Mura Lucca    | 2 |  |            |            |  |  |        |        |
|  |                  |                  |              | Reyer Venezia | 0                |                  |   |  |            |            |  |  |        |        |
|  | Reyer Venezia    | 2                |              | Reyer Venezia | 0                |                  |   |  |            |            |  |  |        |        |
|  | Reyer Venezia    | 2                | San Martino  | 147           |                  |                  |   |  |            |            |  |  |        |        |
|  |                  | San Martino      | San Martino  | 147           | 0                |                  |   |  |            |            |  |  |        |        |
|  | Azzurra Orvieto  | San Martino      | 108          |               | 0                | Le Mura Lucca    | 0 |  |            |            |  |  |        |        |
|  | Azzurra Orvieto  |                  | 108          |               |                  | Le Mura Lucca    | 0 |  |            |            |  |  |        |        |
|  |                  |                  |              | Famila Schio  | 3                |                  |   |  |            |            |  |  |        |        |
|  | Eirene Ragusa    | 2                |              | Famila Schio  | 3                |                  |   |  |            |            |  |  |        |        |
|  | Eirene Ragusa    | 2                | Basket Parma | 161           |                  |                  |   |  |            |            |  |  |        |        |
|  |                  | Basket Parma     | Basket Parma | 161           | 0                |                  |   |  |            |            |  |  |        |        |
|  | Vigarano         | Basket Parma     | 143          |               | 0                | Eirene Ragusa    | 1 |  |            |            |  |  |        |        |
|  | Vigarano         |                  | 143          |               |                  | Eirene Ragusa    | 1 |  |            |            |  |  |        |        |
|  |                  |                  |              | Famila Schio  | 2                |                  |   |  |            |            |  |  |        |        |
|  | Famila Schio     | 2                |              | Famila Schio  | 2                |                  |   |  |            |            |  |  |        |        |
|  | Famila Schio     | 2                | Umbertide    | 135           |                  |                  |   |  |            |            |  |  |        |        |
|  |                  | PB63 Battipaglia | Umbertide    | 135           | 0                |                  |   |  |            |            |  |  |        |        |
|  | PB63 Battipaglia | PB63 Battipaglia | 149          |               | 0                |                  |   |  |            |            |  |  |        |        |
|  | PB63 Battipaglia |                  | 149          |               |                  |                  |   |  |            |            |  |  |        |        |

### Primo turno
Ogni serie si disputa con la formula delle gare andata/ritorno: la prima partita si gioca in casa della squadra peggio piazzata in Regular Season, la seconda a campi invertiti.

#### Napoli - Torino
| Moncalieri 13 aprile 2016, ore 20:30                   | Fixi PiramisGroup Torino | 43 – 60 (11-12, 18-27, 29-45) | Saces Mapei Givova Napoli | PalaEinaudi |
| \| \| \| \| \| Anderson 14 \| Punti \| 22 Petronytė \| |                          |                               |                           |             |
|                                                        |                          |                               |                           |             |
| Anderson 14                                            | Punti                    | 22 Petronytė                  |                           |             |

| Napoli 17 aprile 2016, ore 18:00                    | Saces Mapei Givova Napoli | 55 – 76 (d.1 t.s.) (20-15, 25-34, 37-49, 52-69) | Fixi PiramisGroup Torino | PalaVesuvio |
| \| \| \| \| \| Petronytė 22 \| Punti \| 15 Smith \| |                           |                                                 |                          |             |
|                                                     |                           |                                                 |                          |             |
| Petronytė 22                                        | Punti                     | 15 Smith                                        |                          |             |

#### San Martino di Lupari - Orvieto
| Porano 14 aprile 2016, ore 20:00                   | Ceprini Costruzioni Orvieto | 59 – 76 (13-13, 30-34, 44-55) | Fila San Martino di Lupari | Palazzetto dello Sport |
| \| \| \| \| \| Dietrick 17 \| Punti \| 17 Davis \| |                             |                               |                            |                        |
|                                                    |                             |                               |                            |                        |
| Dietrick 17                                        | Punti                       | 17 Davis                      |                            |                        |

| San Martino di Lupari 17 aprile 2016, ore 18:00        | Fila San Martino di Lupari | 71 – 49 (17-13, 34-23, 51-38) | Ceprini Costruzioni Orvieto | Palazzetto dello Sport |
| \| \| \| \| \| Sbrissa 17 \| Punti \| 14 Wicijowski \| |                            |                               |                             |                        |
|                                                        |                            |                               |                             |                        |
| Sbrissa 17                                             | Punti                      | 14 Wicijowski                 |                             |                        |

#### Parma - Vigarano
| Vigarano Mainarda 14 aprile 2016, ore 20:30       | Meccanica Nova Vigarano | 77 – 72 (16-21, 27-40, 55-52) | Lavezzini Parma | PalaVigarano |
| \| \| \| \| \| Orrange 24 \| Punti \| 19 Clark \| |                         |                               |                 |              |
|                                                   |                         |                               |                 |              |
| Orrange 24                                        | Punti                   | 19 Clark                      |                 |              |

| Parma 17 aprile 2016, ore 18:00                   | Lavezzini Parma | 89 – 66 (30-19, 44-30, 66-48) | Meccanica Nova Vigarano | PalaCiti |
| \| \| \| \| \| Clark 28 \| Punti \| 19 Orrange \| |                 |                               |                         |          |
|                                                   |                 |                               |                         |          |
| Clark 28                                          | Punti           | 19 Orrange                    |                         |          |

#### Umbertide - Battipaglia
| Battipaglia 14 aprile 2016, ore 20:30            | Conv. Givova Battipaglia | 70 – 59 (19-15, 35-28, 54-41) | Pall. Femm. Umbertide | PalaZauli |
| \| \| \| \| \| Gray 32 \| Punti \| 19 Simmons \| |                          |                               |                       |           |
|                                                  |                          |                               |                       |           |
| Gray 32                                          | Punti                    | 19 Simmons                    |                       |           |

| Umbertide 17 aprile 2016, ore 20:30                     | Pall. Femm. Umbertide | 76 – 79 (23-21, 42-45, 61-56) | Conv. Givova Battipaglia | PalaMorandi |
| \| \| \| \| \| Simmons 23 \| Punti \| 28 Tagliamento \| |                       |                               |                          |             |
|                                                         |                       |                               |                          |             |
| Simmons 23                                              | Punti                 | 28 Tagliamento                |                          |             |

### Quarti di finale
Ogni serie si disputa al meglio delle 3 gare: la prima e l'eventuale terza partita si giocano in casa della squadra meglio piazzata in Regular Season, la seconda a campi invertiti.

#### Lucca - Torino
| Lucca 21 aprile 2016, ore 20:30                       | Gesam Gas&Luce Lucca | 85 – 62 (22-14, 46-27, 67-43) | Fixi PiramisGroup Torino | PalaTagliate |
| \| \| \| \| \| Pedersen 17 \| Punti \| 25 Anderson \| |                      |                               |                          |              |
|                                                       |                      |                               |                          |              |
| Pedersen 17                                           | Punti                | 25 Anderson                   |                          |              |

| Moncalieri 24 aprile 2016, ore 18:00               | Fixi PiramisGroup Torino | 47 – 68 (12-13, 22-29, 35-47) | Gesam Gas&Luce Lucca | PalaEinaudi |
| \| \| \| \| \| Anderson 14 \| Punti \| 18 Wojta \| |                          |                               |                      |             |
|                                                    |                          |                               |                      |             |
| Anderson 14                                        | Punti                    | 18 Wojta                      |                      |             |

#### Venezia - San Martino di Lupari
| Mestre 21 aprile 2016, ore 20:30                       | Umana Reyer Venezia | 81 – 68 (13-18, 37-33, 55-52) | Fila San Martino di Lupari | Palasport Taliercio |
| \| \| \| \| \| Christmas 27 \| Punti \| 17 Gianolla \| |                     |                               |                            |                     |
|                                                        |                     |                               |                            |                     |
| Christmas 27                                           | Punti               | 17 Gianolla                   |                            |                     |

| San Martino di Lupari 24 aprile 2016, ore 18:00      | Fila San Martino di Lupari | 70 – 81 (21-22, 41-38, 58-57) | Umana Reyer Venezia | Palazzetto dello Sport |
| \| \| \| \| \| Bailey 17 \| Punti \| 18 Christmas \| |                            |                               |                     |                        |
|                                                      |                            |                               |                     |                        |
| Bailey 17                                            | Punti                      | 18 Christmas                  |                     |                        |

#### Schio - Battipaglia
| Schio 21 aprile 2016, ore 20:30                   | Famila Wüber Schio | 94 – 55 (28-13, 51-27, 77-39) | Conv. Givova Battipaglia | PalaCampagnola |
| \| \| \| \| \| Anderson 15 \| Punti \| 16 Gray \| |                    |                               |                          |                |
|                                                   |                    |                               |                          |                |
| Anderson 15                                       | Punti              | 16 Gray                       |                          |                |

| Battipaglia 24 aprile 2016, ore 18:00                       | Conv. Givova Battipaglia | 64 – 72 (19-19, 30-39, 51-60) | Famila Wüber Schio | PalaZauli |
| \| \| \| \| \| Treffers, Gray 17 \| Punti \| 22 Anderson \| |                          |                               |                    |           |
|                                                             |                          |                               |                    |           |
| Treffers, Gray 17                                           | Punti                    | 22 Anderson                   |                    |           |

#### Ragusa - Parma
| Ragusa 21 aprile 2016, ore 20:30                             | Passalacqua Ragusa | 69 – 51 (21-17, 38-25, 61-38) | Lavezzini Parma | PalaMinardi |
| \| \| \| \| \| Brunson 17 \| Punti \| 16 Ugoka, Březinová \| |                    |                               |                 |             |
|                                                              |                    |                               |                 |             |
| Brunson 17                                                   | Punti              | 16 Ugoka, Březinová           |                 |             |

| Parma 24 aprile 2016, ore 18:00                  | Lavezzini Parma | 57 – 79 (18-19, 32-38, 48-59) | Passalacqua Ragusa | PalaCiti |
| \| \| \| \| \| Clark 20 \| Punti \| 19 Little \| |                 |                               |                    |          |
|                                                  |                 |                               |                    |          |
| Clark 20                                         | Punti           | 19 Little                     |                    |          |

### Semifinali
Ogni serie si disputa al meglio delle 3 gare: la prima e l'eventuale terza partita si giocano in casa della squadra meglio piazzata in Regular Season, la seconda a campi invertiti.

#### Lucca - Venezia
| Lucca 30 aprile 2016, ore 20:30                    | Gesam Gas&Luce Lucca | 77 – 73 (d.1 t.s.) (16-22, 38-37, 55-44, 67-67) | Umana Reyer Venezia | PalaTagliate |
| \| \| \| \| \| Harmon 28 \| Punti \| 21 Bagnara \| |                      |                                                 |                     |              |
|                                                    |                      |                                                 |                     |              |
| Harmon 28                                          | Punti                | 21 Bagnara                                      |                     |              |

| Mestre 3 maggio 2016, ore 20:30                            | Umana Reyer Venezia | 64 – 68 (d.1 t.s.) (10-12, 22-22, 44-42, 58-58) | Gesam Gas&Luce Lucca | Palasport Taliercio |
| \| \| \| \| \| Růžičková 19 \| Punti \| 18 Dotto, Wojta \| |                     |                                                 |                      |                     |
|                                                            |                     |                                                 |                      |                     |
| Růžičková 19                                               | Punti               | 18 Dotto, Wojta                                 |                      |                     |

#### Schio - Ragusa
| Schio 30 aprile 2016, ore 19:30                   | Famila Wüber Schio | 73 – 56 (21-16, 38-30, 54-46) | Passalacqua Ragusa | PalaCampagnola |
| \| \| \| \| \| Walker 18 \| Punti \| 23 Little \| |                    |                               |                    |                |
|                                                   |                    |                               |                    |                |
| Walker 18                                         | Punti              | 23 Little                     |                    |                |

| Ragusa 3 maggio 2016, ore 20:30                      | Passalacqua Ragusa | 64 – 48 (20-15, 33-29, 47-37) | Famila Wüber Schio | PalaMinardi |
| \| \| \| \| \| Brunson 20 \| Punti \| 13 Yacoubou \| |                    |                               |                    |             |
|                                                      |                    |                               |                    |             |
| Brunson 20                                           | Punti              | 13 Yacoubou                   |                    |             |

| Schio 6 maggio 2016, ore 20:30                      | Famila Wüber Schio | 74 – 69 (21-23, 37-40, 57-55) | Passalacqua Ragusa | PalaCampagnola |
| \| \| \| \| \| Anderson 17 \| Punti \| 17 Little \| |                    |                               |                    |                |
|                                                     |                    |                               |                    |                |
| Anderson 17                                         | Punti              | 17 Little                     |                    |                |

### Finale
La serie finale si disputa al meglio delle 5 gare: la prima, la seconda e l'eventuale quinta partita si giocano in casa della squadra meglio piazzata in Regular Season, la terza e l'eventuale quarta a si giocano in casa della squadra peggio classificata.

#### Lucca - Schio
| Lucca 10 maggio 2016, ore 20:30                       | Gesam Gas&Luce Lucca | 56 – 57 (12-14, 21-32, 37-51) | Famila Wüber Schio | PalaTagliate |
| \| \| \| \| \| Pedersen 13 \| Punti \| 12 Anderson \| |                      |                               |                    |              |
|                                                       |                      |                               |                    |              |
| Pedersen 13                                           | Punti                | 12 Anderson                   |                    |              |

| Lucca 12 maggio 2016, ore 20:30                    | Gesam Gas&Luce Lucca | 54 – 78 (11-21, 32-38, 45-58) | Famila Wüber Schio | PalaTagliate |
| \| \| \| \| \| Dotto 17 \| Punti \| 25 Yacoubou \| |                      |                               |                    |              |
|                                                    |                      |                               |                    |              |
| Dotto 17                                           | Punti                | 25 Yacoubou                   |                    |              |

| Schio 15 maggio 2016, ore 18:00                        | Famila Wüber Schio | 76 – 55 (27-19, 39-27, 53-43) | Gesam Gas&Luce Lucca | PalaCampagnola |
| \| \| \| \| \| 3 giocatrici 14 \| Punti \| 14 Dotto \| |                    |                               |                      |                |
|                                                        |                    |                               |                      |                |
| 3 giocatrici 14                                        | Punti              | 14 Dotto                      |                      |                |

## Verdetti
- Campione d'Italia:  Famila Wüber Schio.
Formazione: Isabelle Yacoubou, Giulia Gatti, Giorgia Sottana, Valeria Battisodo, Jolene Anderson, Raffaella Masciadri, Eva Lisec, Ashley Walker, Cecilia Zandalasini, Kathrin Ress, Laura Macchi, Martina Bestagno. Allenatore: Miguel Martinéz Mendéz
- Retrocesse in Serie A2:  Geas Sesto San Giovanni e CUS Cagliari.
- Non ammesse alla stagione successiva:  Lavezzini Parma e Ceprini Costruzioni Orvieto.
- Vincitrice Coppa Italia:  Passalacqua Ragusa.
- Vincitrice Supercoppa:  Famila Wüber Schio.

## Statistiche individuali
- Regular Season[8]

| Pos. | Giocatrice        | Squadra       | Pres. | Tot. | Media |
| ---- | ----------------- | ------------- | ----- | ---- | ----- |
| 1.   | Samantha Prahalis | CUS Cagliari  | 25    | 625  | 25,00 |
| 2.   | Meighan Simmons   | Umbertide     | 26    | 562  | 21,61 |
| 3.   | Jillian Harmon    | Le Mura Lucca | 26    | 520  | 20,00 |
| 4.   | Yvonne Anderson   | Pall. Torino  | 26    | 516  | 19,85 |
| 5.   | Gintarė Petronytė | Dike Napoli   | 20    | 386  | 19,30 |

| Pos. | Giocatrice         | Squadra          | Pres. | Tot. | Media |
| ---- | ------------------ | ---------------- | ----- | ---- | ----- |
| 1.   | Uju Ugoka          | Basket Parma     | 26    | 381  | 14,65 |
| 2.   | Rebekkah Brunson   | Eirene Ragusa    | 22    | 260  | 11,82 |
| 3.   | Rashanda Gray      | PB63 Battipaglia | 26    | 298  | 11,46 |
| 4.   | Kourtney Treffers  | PB63 Battipaglia | 26    | 277  | 10,65 |
| 5.   | Samantha Ostarello | Vigarano         | 23    | 240  | 10,44 |

| Pos. | Giocatrice        | Squadra       | Pres. | Tot. | Media |
| ---- | ----------------- | ------------- | ----- | ---- | ----- |
| 1.   | Angela Gianolla   | San Martino   | 26    | 105  | 4,04  |
| 2.   | Francesca Dotto   | Le Mura Lucca | 26    | 98   | 3,77  |
| 3.   | Samantha Prahalis | CUS Cagliari  | 25    | 91   | 3,64  |
| 4.   | Francesca Zara    | Basket Parma  | 25    | 86   | 3,44  |
| 5.   | Yvonne Anderson   | Pall. Torino  | 26    | 88   | 3,39  |

| Pos. | Giocatrice      | Squadra       | Pres. | Tot. | Media |
| ---- | --------------- | ------------- | ----- | ---- | ----- |
| 1.   | Francesca Dotto | Le Mura Lucca | 26    | 94   | 3,62  |
| 2.   | Yvonne Anderson | Pall. Torino  | 26    | 91   | 3,50  |
| 3.   | Jillian Harmon  | Le Mura Lucca | 26    | 88   | 3,39  |
| 4.   | Jasmine Bailey  | San Martino   | 25    | 82   | 3,28  |
| 5.   | Antiesha Brown  | GEAS          | 24    | 76   | 3,17  |